# ラーチャテーウィー区
ラーチャテーウィー区（ラーチャテーウィーく、タイ語: เขตราชเทวี）は、タイ王国バンコク都の行政区の一つ。
この行政区は、時計回りに、パヤータイ区、ディンデーン区、フワイクワーン区、ワッタナー区、パトゥムワン区、ポーンプラープ区、ドゥシット区の7つの行政区に接している。

## 歴史
1966年以前は、ドゥシット区に属していた。1966年から1989年まではパヤータイ区に属していた。1989年に現在の名前になった。名前はペッブリー通りとパホンヨーティン通りの交差点からとった。

## 建造物
- 戦勝記念塔・・・タイ仏国境紛争で亡くなった59名の軍人を称えて、時の首相であったプレーク・ピブーンソンクラームによって建てられた。
- バイヨーク・タワーII・・・バンコクで有数の超高層ビルで、高さは304m。

## 交通
- バンコク・メトロペッチャブリー駅

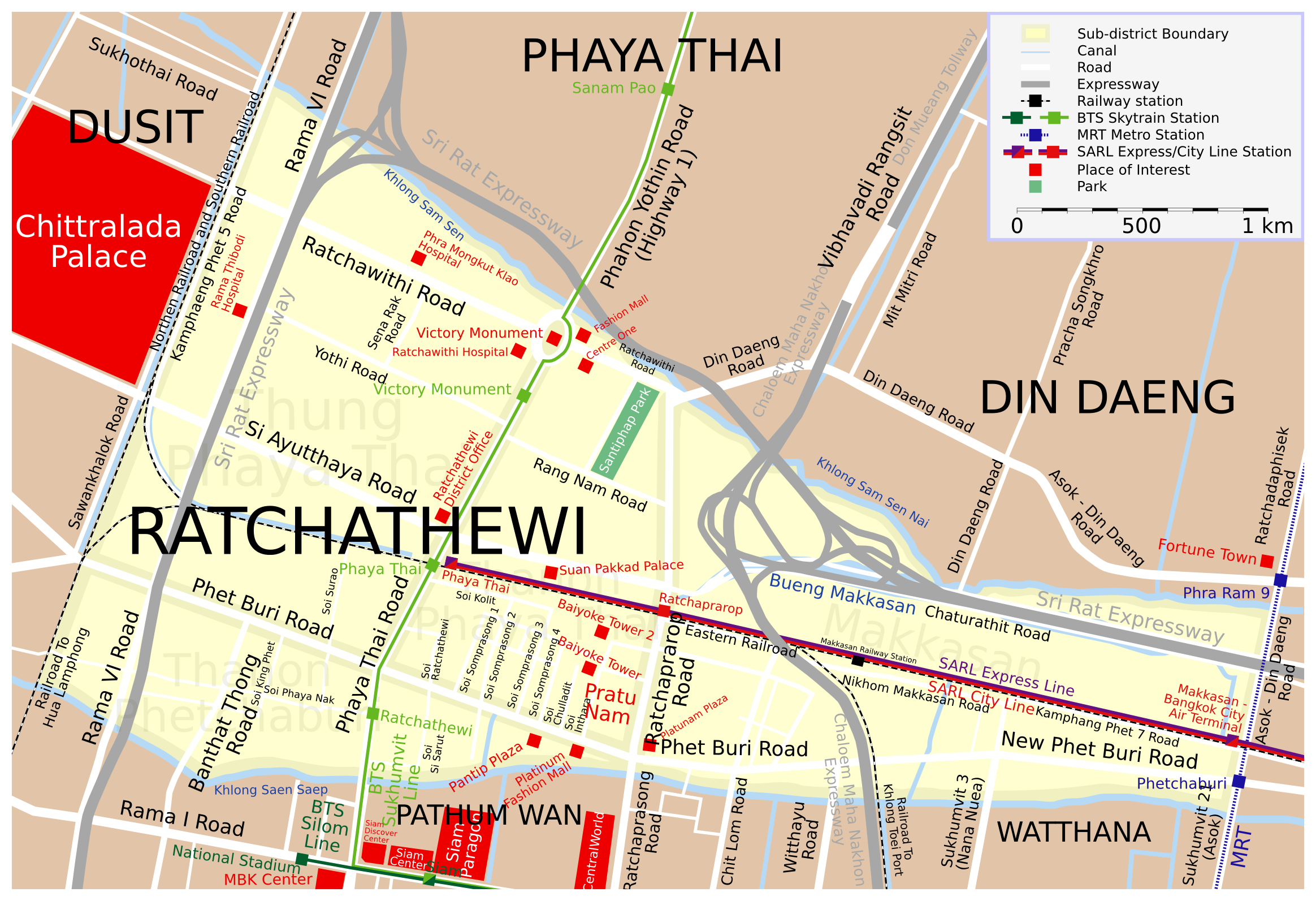
ラーチャテーウィー区の地図

- バンコク・スカイトレインアヌサーワリーチャイサモーラプーム駅、パヤータイ駅、ラーチャテーウィー駅
- タイ国有鉄道マッカサン駅